# Атанас Душков (революционер)
Атанас Душков или Душкин е български политик, деец на Българския земеделски народен съюз.

## Биография
Душков е роден в бедно семейство в драмското село Плевня, което тогава е в Османската империя. След Междусъюзническата война в 1913 година семейството му се изселва в останалия в България Неврокоп. Тук Душков става член на БЗНС и развива широка политическа дейност, като е отявлен противник на дейността на Вътрешната македонска революционна организация. Участва в отбраната на града при Неврокопската акция на ВМРО на 16 октомври 1922 година, при която е убит.